# Frauke Kenkel
Frauke Kenkel (* 1978 in Freiburg im Breisgau) ist eine deutsche Klassische Archäologin.

## Werdegang
Frauke Kenkel studierte an der Universität zu Köln und der Rheinischen Friedrich-Wilhelms-Universität Bonn Klassische Archäologie, Archäologie der römischen Provinzen und Ethnologie. 2006 schloss sie ihr Studium mit der Magisterarbeit Untersuchungen zu zyprischen Red Slip Ware und ihrer Derivate in Pednelissos (südliches Pisidien) ab. Mit der Dissertation Untersuchungen zur hellenistischen, römischen und byzantinischen Keramik des Tall Zirā'a im Wādī al-'Arab (Nordjordanien). Handelsobjekte und Alltagsgegenstände einer ländlichen Siedlung im Einflussgebiet der Dekapolisstädte promovierte Kenkel 2012 im Fach Klassische Archäologie in der Philosophischen Fakultät der Universität zu Köln (Gutachter: Henner von Hesberg und Thomas Fischer). 
Kenkel arbeitete auf Ausgrabungen in und um Köln und als wissenschaftliche Hilfskraft am Biblisch-Archäologischen Institut Wuppertal und der Philosophischen Fakultät der Universität zu Köln. Ferner war sie in Projekten in der Türkei und Mexiko (Yucatan) tätig und arbeitete einige Jahre bei Ausgrabungen im Norden Jordaniens in den Hügeln Tall Zira'a. 
Von Oktober 2013 bis September 2016 war Kenkel Direktorin des Deutschen Evangelischen Instituts für Altertumswissenschaft des Heiligen Landes in Amman.

## Publikationen
- Untersuchungen zur hellenistischen, römischen und byzantinischen Keramik des Tall Zirā'a im Wādī al-'Arab (Nordjordanien) - Handelsobjekte und Alltagsgegenstände einer ländlichen Siedlung im Einflussgebiet der Dekapolisstädte (zugleich phil. Diss. Universität zu Köln 2012) Verlag Universitäts- und Stadtbibliothek Köln, Köln 2012. (Download Uni Köln)
- mit Stefanie Hoss: Hellenistic to Umayyad Period (Strata 8–3). Ceramic, Glass and Metal Finds Tall Zira'a (4) (Tall Zira a. The Gadara Region Project (2001–2011). Final Report Band 6). Gütersloher Verlagshaus, 2020, ISBN 978-3-579-08295-0.

## Einzelbelege
1. ↑  Katalog der Deutschen Nationalbibliothek, abgerufen am 24. April 2020
2. ↑  L.I.S.A. Wissenschaftsportal der Gerda Henkel Stiftung: Interviews vom 17. September 2015 Bedrohung der Antiken - Archäologie im Nahen Osten. Interview mit Frauke Kenkel über ihre archäologische Arbeit in Jordanien, abgerufen am 24. April 2020

| Personendaten    | Personendaten                   |
| ---------------- | ------------------------------- |
| NAME             | Kenkel, Frauke                  |
| KURZBESCHREIBUNG | deutsche Klassische Archäologin |
| GEBURTSDATUM     | 1978                            |
| GEBURTSORT       | Freiburg im Breisgau            |